# Giao hưởng số 2 (Mendelssohn)
Giao hưởng số 2 cung Si giáng trưởng, Op. 52, hay còn có tên gọi là Lobgesang (tiếng Việt: Thánh ca khen ngợi) là tác phẩm của nhà soạn nhạc người Đức gốc Do Thái Felix Mendelssohn. Bản giao hưởng được Mendelssohn hoàn thành vào năm 1840. Tác phẩm này có chịu ảnh hưởng từ giao hưởng số 9 của Ludwig van Beethoven. Đặc điểm chung của cả hai bản giao hưởng này là chúng cũng có sự tham gia của các ca sĩ và dàn hợp xướng. Mendelssohn đã gọi bản giao hưởng số 2 của mình là "giao hưởng-cantata" (cantata là một thể loại dành cho hợp xướng).